# Дядьково
Дя́дьково (рос. Дядьково) — присілок у складі Дмитровського міського округу Московської області, Росія.

## Населення
Населення — 33 особи (2010; 19 у 2002).
Національний склад (станом на 2002 рік):
- росіяни — 100 %